# Čerňavina
Čerňavina je přírodní rezervace poblíž obce Košařiska v okrese Frýdek-Místek. Oblast spravuje AOPK ČR Správa CHKO Beskydy. Důvodem ochrany jsou přirozené bukové porosty karpatského typu s příměsí smrku (Picea), javoru klenu (Acer pseudoplatanus) a vtroušené jedle (Abies).